# Лига народного образования
Лига народного образования (фр. la Ligue de l'enseignement) — во Франции конфедерация объединений народного нерелигиозного образования; включает около 30,000 таких объединений.

## История
Возникла из местных кружков, образовавшихся по образцу кружка Жана Масе, основанного в 1866 году с целью способствовать устройству народных библиотек.
Несмотря на все стеснения, которым лига подвергалась со стороны империи, затем во времена клерикально-монархической реакции, движение, инициатором которого был Масе, продолжало расти и расширяться. В 1876 году в лиге насчитывалось 210 обществ, располагавших полумиллионом книг; членов было более 30,000, а учреждённых лигой народных и коммунальных библиотек — свыше 400. С 1878 года лига пользовалась содействием министров просвещения. В апреле 1881 года лига получила федеративное устройство, тем самым объединив кружки, не потерявшие, однако, своего самоуправления. Она много содействовала торжеству республики, развивая среди масс сознание политических обязанностей.
С 1881 года Лига управлялась генеральным советом из 30 членов. Её деятельность была чрезвычайно обширной: она выдавала субсидии школам, заботилась об открытии библиотек, устройстве бесед среди рабочих, развитии профессионального обучения.